# Brigham Young
Brigham Young (Whitingham, 1º giugno 1801 – Salt Lake City, 29 agosto 1877) è stato un religioso statunitense, secondo presidente della Chiesa di Gesù Cristo dei Santi degli Ultimi Giorni, anche conosciuta come Chiesa Mormone.

## Biografia
Nacque il 1º giugno 1801, a Whitingham, Vermont. Nel 1835, tre anni dopo essersi battezzato nella Chiesa, venne ordinato quale membro del Quorum dei Dodici Apostoli. In un periodo di grandi persecuzioni verso i Santi degli Ultimi Giorni (meglio conosciuti come Mormoni), persecuzioni che culminarono con la morte del fondatore e primo "profeta" della chiesa Joseph Smith Jr. poco dopo che questi si era candidato alle elezioni presidenziali del 1844.
Brigham Young guidò i Mormoni in un'epica migrazione (1846-1847) dall'Illinois sino alla Valle del Lago Salato, nelle Montagne Rocciose dello Utah, dove fondò la città di Salt Lake City. In un periodo di grande difficoltà, caratterizzato da scissioni interne, intolleranze e gravi problemi economici e sociali, dovuti tra l'altro anche alla pratica del matrimonio plurimo, che veniva praticata da larga parte dei dirigenti della Chiesa, seppe guidare con grande fermezza e carisma la Chiesa Mormone per oltre tre decenni consecutivi.
Inizialmente, dal 1844 al 1847, la guidò quale presidente del Quorum dei Dodici Apostoli, in quanto dopo la morte dello Smith la posizione di profeta che caratterizza il massimo livello nella gerarchia della Chiesa di Gesù Cristo del Santi degli Ultimi Giorni, rimase scoperta per circa tre anni; successivamente (dal 1847 al 1877) la condusse quale profeta e presidente della Chiesa. In quel periodo gli venne riconosciuta dal governo degli Stati Uniti la carica di governatore territoriale dello Utah. 
Young praticò e difese attivamente la pratica della poligamia. Ebbe 55 mogli, di età molto diversa tra loro, e da 16 di loro ebbe almeno 56 figli, dei quali 46 raggiunsero l'età adulta. Quale presidente della Chiesa e governatore, divenne l'artefice della colonizzazione di gran parte dei territori dell'Ovest degli Stati Uniti. Sotto la sua direzione vennero intrapresi i lavori per la costruzione dei templi mormoni di Salt Lake City, St. George e Logan.
Autoritario e carismatico ricevette dalla stampa contemporanea, dai critici, e dai suoi stessi sostenitori una varietà di soprannomi, tra i quali i più popolari erano "Il Mosè americano"[3] (o "Mosè Mormone") in quanto esattamente come il patriarca biblico, Young guidò il popolo dei suoi seguaci, i pionieri mormoni, in un esodo attraverso il deserto, sino alla terra promessa. Veniva chiamato "Lion of the Lord" (Leone del Signore) per la sua forte personalità, ma veniva anche comunemente indicato come "Brother Brigham" (fratello Brigham) dai Santi degli Ultimi Giorni. Il suo mandato come governatore viene ricordato come caratterizzato da forti controversie concernenti, tra gli altri, la pratica della poligamia, la questione razziale, la cosiddetta guerra dello Utah ed il massacro di Mountain Meadows. Nel 1875 Young fondò la "University of Deseret" che divenne in seguito l'importante università che porta tutt'oggi il suo nome, la Brigham Young University.
Morì il 29 agosto 1877 dopo essere stato per oltre trent'anni la guida principale della Chiesa Mormone. La sua figura autoritaria caratterizzò fortemente lo sviluppo ed il successo dei Mormoni in territori che erano di fatto desertici ed ostili, ma ispirò anche una lunga teoria di critiche e di analisi del suo operato da parte dei maggiori giornali ed intellettuali della sua epoca. Il suo personaggio venne descritto in innumerevoli romanzi e racconti da autori quali Jack London ed Arthur Conan Doyle.

## La questione razziale
Sotto la presidenza di Brigham Young vennero adottate misure razziste e discriminatorie nei confronti delle persone di colore.
Agli uomini non venne più concesso il diritto ad essere ordinati al sacerdozio, ed alle donne non venne più concessa la possibilità di partecipare alle cerimonie del tempio.
Tali limiti vennero imposti nei confronti di tutti gli uomini o donne che avessero ascendenza afro-americana o mista, indipendentemente dalla loro fedeltà verso la chiesa e diversamente da quanto avvenuto qualche anno prima sotto la presidenza di Joseph Smith.
Nel 1848, dopo che “Santi” si stabilirono nello Utah, Brigham Young annunciò tale divieto, proibendo di fatto ai neri la partecipazione ai riti del tempio, come la dotazione, il matrimonio ed il suggellamento.
In molte occasioni, Young spiegò dettagliatamente nei suoi discorsi questa sua posizione, dichiarando che “Ai neri viene negato il sacerdozio perché sono il seme di Caino", ed aggiungendo: “Essi potranno ricevere il sacerdozio solo dopo che tutti gli altri figli di Adamo avranno goduto dei privilegio di riceverlo, saranno potuti entrare nel regno di Dio, saranno stati riuniti dai quattro angoli della terra, ed avranno ricevuto la loro risurrezione dai morti. Solo allora ci sarà tempo sufficiente per rimuovere la maledizione di Caino dalla sua discendenza."
Inoltre a proposito dei matrimoni misti, nel 1863, Brigham Young dichiarò:
"Volete conoscere la legge di Dio, per quanto concerne la razza africana? Bene, sappiate che se un uomo bianco, che appartiene al seme scelto, mescola il proprio sangue con il seme di Caino, la pena prevista dalla legge di Dio, è la sua morte immediata. Questo è, e sarà sempre così. "
Queste restrizioni razziali rimasero in vigore all'interno della Chiesa di Gesù Cristo dei santi degli Ultimi Giorni sino al 1978, quando l'allora presidente della chiesa Spencer W. Kimball le annullò, (dichiarazione ufficiale numero 2).
Da quel momento la Chiesa di Gesù Cristo dei Santi degli Ultimi Giorni ha di fatto ripudiato le teorie avanzate da Brigham Young.